# ホップテレビ
ホップテレビ株式会社は、東経144度CSデジタル放送サービス「HOP TV（ホップティーヴィー）」を運営する衛星一般放送事業者。台湾（中華民国）のプラットフォーム事業者、Teleport Access Services（台亞衛星通訊）全額出資の日本法人子会社で、台湾の地上波放送局及ケーブルテレビ局が制作する7つのチャンネルを日本国内に向けて放送している。
2008年10月にティー・エイ・エス・マルチメディア株式会社から現在の社名に変更。

## 沿革
- 2007年7月3日　設立
- 2007年11月26日 総務省にて電気通信役務利用放送事業者登録
- 2007年12月22日 HOP TV放送開始
- 2008年5月15日 東京都港区三田1-2-18（TTDビル）3Fより東京都千代田区神田淡路町1-4-3（HT淡路町ビル）7Fへ移転
- 2008年10月09日 ティー・エイ・エス・マルチメディア株式会社からホップテレビ株式会社に社名変更
- 2010年9月1日 東京都千代田区神田淡路町1-4-3（HT淡路町ビル）7Fより東京都中央区築地4-1-1（東劇ビル）8Fへ移転

## HOP TVとは
- 台湾の衛星通信サービス大手の台亜衛星通訊（TAS、本社・台北市）は日本に在住する約20万人の台湾出身者や年間130万人に上る台湾からの観光客向けに、台湾のテレビ放送をリアルタイムで日本に中継する業務を始めた。家庭やホテルに設置する専用パラボラアンテナとチューナーで衛星からの高画質デジタル画像を直接受信するシステム。CSなど日本の衛星放送やケーブル局は経由しない。同社は日本法人を通じて総務省から「電気通信役務利用放送」として外国企業で初認可を得たという。
- TASは台湾域内のテレビ局向け中継業務などを手がける衛星通信会社で、台北郊外に大型の衛星中継センターをもつ。資本金は15億元（約80億円）でスカパーJSATが4.55％出資している。日本向けのテレビ番組中継「HOPTV」では東京都千代田区に資本金1億円で100％出資子会社の「ティー・エイ・エス・マルチメディア株式会社」（現在は社名変更し「ホップテレビ株式会社」）を設置して総務省に申請を行ってきた。
- 中継するのは（1）台湾の公的機関「公共テレビ」（平成21年5月1日より　「年代テレビ」へ変更）（2）ニュースやバラエティ「民視テレビ」（3）同「中天テレビ」（4）バラエティ中心の「三立テレビ」（5）同「台視テレビ」（6）仏教系宗教チャンネル「大愛テレビ」（7）台湾政府系の「宏観テレビ」の7チャンネル。いずれも24時間放送で、番組によっては中国語字幕がつく。（年代テレビでは一部日本語放送もある。）家庭用の場合、直径約45センチのパラボラアンテナとチューナーの専用セットを18000円で購入し、月額4000円の視聴料を払う。
- 台湾のテレビ局から光専用回線や専用線を通じて台湾での放送と同時に送られたデジタル画像を、台北郊外のTAS衛星中継センターから大型パラボラでアップリンク。スカパーJSATグループの宇宙通信「スーパーバードC2号機」を経由して日本向けに「KUバンド（12ギガ～18ギガヘルツ帯）で直接、画像を届ける。東京で受信する場合、受信パラボラアンテナ方向は南南東173度、仰角は48度
- CSスカパーの場合も中国や香港からの番組供給を受けた放送が数チャンネルあるが、現地からの衛星放送を委託放送事業者側で受信して整理し、さらにもう一度、静止衛星に画像を送り直して日本のユーザーに供給する複雑な仕組み。基本的に1チャンネルあたりで2000～3000円の月額視聴料金がかかる。

### 放送チャンネル
チャンネル供給元は以下の通り。(2010年4月1日現在）
- 年代國際台（年代電視、ERA）
- 民視國際台（民間全民電視公司、FTV）
- 三立國際台（三立電視、SET）
- 中天亞州台（中天電視、CTI）
- 台視國際台（台湾電視、TTV)
- 大愛台（大愛電視、DaAi TV)
- 宏観台（台湾宏観電視、Mac TV)

### チューナー
- HOPTVチューナーではSD標準画質で画像提供される。映像出力はSビデオ端子出力1、及RCA端子出力2がある。
- 音声はRCA端子出力２がある。

### アンテナの取付け
- HOPTV放送は衛星を使用した放送サービスであり、衛星からの電波を鍋型の衛星アンテナで受信する仕組みである。アンテナはほぼ真南の方角に向けて設置する必要がある。
- 設置作業は2人でペアを組みながら作業をすると効率よくできる。所要時間は1時間30分から2時間程度。
- 組み立てが完了後、①方向、②仰角、③偏波角の順番に合わせる。地表から数十キロ上空にある衛星めがけてアンテナを動かすので、数ミリの誤差で衛星上空では何キロも差が出てしまうことに留意する。そのため方向あわせには根気が必要。
- 手順としては近所にあるスカパーの衛星アンテナの向きを参考にする。スカパーは124度なのでその方向より左に20度向けると覚えておくと位置あわせが楽である。
- 方位磁石コンパスで方角を見る場合、コンパスの周りに鉄製のものがあると針がぶれてほとんど役に立たない。都内であればほとんど役に立たないと考えたほうが無難。そこで近所のスカパーのアンテナ方向を参考にする。近所が110度BSアンテナしかない場合、そのアンテナ方位から34度左に向ければよい。だいたい位置が定まったら少しずつアンテナの向きをかえていく。その際、1人はアンテナ、1人はテレビの受信信号強度をチェックしながらやると効率よくできる。

### 個人向け衛星視聴以外のサービス
- HOPTVでは個人向けサービスの他、法人向けサービスも行っている。地理的な関係でダウンリンクできない衛星や、或いは日本国内では高価な為、安価な台湾でダウンリンクして日本国内に光専用回線で提供するサービスを行っており、現在日本国内では２社がHOPTVを通じて外国語衛星放送のプラットフォーム利用をしている。この方法であれば日本国内でダウンリンクするよりも割合安価な費用で衛星回線を引き込めるので需要がある。
- 法人が以下の衛星放送番組を日本国内において導入視聴するには各個別のコンテンツ提供会社と契約を結ばなければならないが、企業にとって台湾～日本間の衛星中継用途や台湾内でのSNG車での臨時中継や、法人用途で個別に台湾番組の視聴がしたいとき等の際、ホップテレビが活用できる。
- 提供可能なプラットフォームとして、
- TELSTAR-10  (76.5°E)-合計51チャンネル

東森電影、東森綜合、東森戲劇、東森新聞、東森洋片、東森幼幼、 東森亞洲衛視、東森亞洲新聞、東森購物二、超視、東森財經生活、中天新聞、中天綜合、中天娛樂、高點、國興、JET、好萊塢、好消息2、華人商業、華人戲劇、唯心電視、冠軍、台藝、世界、中華財經、運通、財訊財經、國泰、恆生、學者財經、大愛一台、人間衛視、法界衛星、生命電視台、高點綜合、大利電視台、華藏、國會衛星、蓬萊仙山、宏觀電視、九太音樂、MUCH TV 、年代新聞、璽悅、AZIO TV、星潁、Play boy 、Happy 、HOT 、玩家。
- JCSAT-3 (128°E)-合計31チャンネル

三立台灣、三立都會、三立新聞、三立國際、民視、民視新聞、東森新聞、年代綜合、非凡新聞、非凡商業、中天新聞、大愛一台、龍祥MEGA、 MTV、中天綜合、 JET國際、超視、宏觀電視、中天娛樂、MUCH TV、年代新聞、 AZIO TV 、全日通、全日通2 、霹靂、台灣綜合、中天國際、好消息2、人間國際、AD-HOC、九太音樂。
- AsiaSat-3 (105.5°E)-合計7チャンネル

衛視中文台、衛視電影台、衛視洋片台、ナショナル・ジオグラフィック、Channel V、SKY NEWS、FOX NEWS。
があげられる。

## 料金体系
- 機器保証金　18,000円（学生は12,000円）。ただし、3ヶ月の試聴期間内に解約の場合は全額返還される。3ヵ月後正式契約後は視聴料の一部として相殺される。
- 基本料金　チューナー買取の場合は不要、チューナーをレンタルする場合は月々630円のレンタル基本料金（学生は420円）
- 視聴料金　全チャンネル視聴4,000円/月と単チャンネル990円/月の2種類がある。それぞれ年払い一括支払いと毎月支払いのコースが選べる。年払いの場合多少の割引がある。
- 引き落とし方法　SMBCファイナンスサービスを利用した「銀行自動振替支払い」と「コンビニ支払い」の2種類がある。クレジットカード支払いはホップテレビのオンラインショッピングサイトで利用可能となる予定である。
- 大愛テレビや宏観テレビ視聴の視聴料については無料で提供している。

## 国内視聴可能ホテル
- 宮崎観光ホテル
- 東京第一ホテルグランメールリゾート
- カフーリゾートフチャク コンド・ホテル
- 春日居びゅーほてる
- 緑水亭やまぶき
- 富士美華ホテル
- 富士之堡華園ホテル
- 上野之家